# Cantone di Six-Fours-les-Plages
Il Cantone di Six-Fours-les-Plages era una divisione amministrativa dell'arrondissement di Tolone.
È stato soppresso a seguito della riforma complessiva dei cantoni del 2014, che è entrata in vigore con le elezioni dipartimentali del 2015.
Comprendeva il solo comune di Six-Fours-les-Plages.